# 郭竹徵
郭竹徵（？—？），字孝生，號苍林，山东莱州府胶州军籍。明朝政治人物。

## 生平
幼孤贫，母高氏严督力学，三试童子第一，学使异之，合莱属覆试，复冠军。萬曆四十年（1612年）壬子科山东鄉試舉人，天啓二年（1622年）壬戌科進士。授户部主政，督饷山海关，调度得宜，节省三十万。改南阳守，晋陕西宪副，升山西平阳兵备道参政。适贼王加印扰河东，公擐甲出剿，贼遁河北，复协副将曹文诏、谈震采追斩之。经略洪承畴檄兵擒巨贼点灯子，时恒寒积雪，公亲励士卒，奋勇登山，贼请降，公谕擒贼首，即受降，众果缚点灯子数贼至，公即散数千人之农伍。时有悍宗夺郡王胤袭者，公坚请立胤，宗啣之，寻以母丧归。